# 咲妃みゆ
咲妃 みゆ（さきひ みゆ、1991年3月16日 - ）は、日本の女優、歌手。元宝塚歌劇団雪組トップ娘役。愛称は、ゆうみ。
宮崎県児湯郡高鍋町、日向学院高等学校出身。BLUE LABEL所属。

## 来歴
2008年、宝塚音楽学校入学。
2010年、宝塚歌劇団に96期生として入団。入団時の成績は11番。月組公演「THE SCARLET PIMPERNEL」で初舞台。その後、月組に配属。
2012年、龍真咲・愛希れいかトップコンビ大劇場お披露目となる「ロミオとジュリエット」で、新人公演初ヒロイン。続く「春の雪」（バウホール・日本青年館公演）で、バウホール・東上公演初ヒロイン。
2013年の「月雲の皇子」で2度目のバウホール公演ヒロイン。続く「ルパン」で2度目の新人公演ヒロイン。続く「THE MERRY WIDOW」（ドラマシティ・日本青年館公演）で、2度目の東上公演ヒロイン。
2014年1月29日付で雪組へと組替え。同年9月1日付で雪組トップ娘役に就任。早霧せいなの相手役として、翌年の「ルパン三世／ファンシー・ガイ!」でトップコンビ大劇場お披露目。マリー・アントワネット役を演じる。
2017年7月23日、「幕末太陽傳／Dramatic “S”!」東京公演千秋楽をもって、宝塚歌劇団を早霧と同時退団。早霧とのコンビは平成のゴールデンコンビと謳われ、トップ就任後の大劇場主演作が5作連続で客席稼働率100％超えを達成し、これは宝塚史上初の記録となった。
退団後は2018年の「越路吹雪物語」（テレビ朝日系）で、テレビドラマに初出演。宝塚OGでもある乙羽信子役を演じる。また同時期に退団した同期で元花組トップ娘役・花乃まりあと、初舞台以来となる共演を果たした。
2021年、第46回菊田一夫演劇賞の演劇賞を受賞。

## 人物
3歳下の妹がいる。小さい頃から身体を動かすことが好きで、とても活発な子どもだった。小学5年生から妹とともにクラシックバレエを習い始める。
宝塚ファンのいとこの影響で宝塚に憧れを持つ時期もあったがすぐに諦め、中高一貫校時代は合唱部に所属し、ごく普通の学生生活を送っていた。
大学受験を控えた時期に目標が定まらずにいた姿を見て、父親から「同世代の女の子が夢に向かって頑張っている姿を一度見てきなさい」と音楽学校の願書を渡され、受験を勧められた。願書の締切間近に受験を決意し、約2ヶ月間のレッスンを経て、初めての受験で合格した。受験のため宝塚へ赴いた際に、月組公演「ME AND MY GIRL」を観たのが初めての宝塚観劇だった。
芸名は、いとこの好きな漢字と本名に由来する。愛称の由来は本名から。

## 宝塚歌劇団時代の主な舞台

### 初舞台
- 2010年4 - 5月、月組『THE SCARLET PIMPERNEL（スカーレット ピンパーネル）』（宝塚大劇場）

### 月組時代
- 2010年6 - 7月、『THE SCARLET PIMPERNEL（スカーレット ピンパーネル）』（東京宝塚劇場）
- 2010年9 - 11月、『ジプシー男爵-Der Zigeuner Baron-』『Rhapsodic Moon（ラプソディック・ムーン）』
- 2010年12 - 2011年1月、『STUDIO 54（スタジオ フィフティフォー）』（ドラマシティ・日本青年館） - ベッキー･ヤング
- 2011年3 - 5月、『バラの国の王子』 - 新人公演：王子（本役：花陽みら）『ONE』
- 2011年7 - 10月、『アルジェの男』 - 新人公演：フランソワーズ（本役：愛希れいか）『Dance Romanesque（ダンス ロマネスク）』
- 2011年11 - 12月、『アリスの恋人』（バウホール・日本青年館） - ドードー
- 2012年2 - 4月、『エドワード8世』 - ルイーズ・ブルックス、新人公演：メアリー王女（本役：愛風ゆめ）『Misty Station』
- 2012年6 - 9月、『ロミオとジュリエット』 - 新人公演：ジュリエット（本役：愛希れいか） 新人公演初ヒロイン[7][3][1][5]
- 2012年10 - 11月、『春の雪』（バウホール・日本青年館） - 綾倉聡子 バウ・東上初ヒロイン[8][1]
- 2013年1 - 3月、『ベルサイユのばら-オスカルとアンドレ編-』 - 小公女／幼少時代のオスカル、新人公演：ジョアンナ（本役：玲実くれあ）
- 2013年5月、『月雲（つきぐも）の皇子（みこ）』（バウホール） - 衣通姫 バウヒロイン[8][1]
- 2013年7 - 10月、『ルパン-ARSÈNE LUPIN-』 - マリ・テレーズ、新人公演：カーラ・ド・レルヌ（本役：愛希れいか）『Fantastic Energy!』 新人公演ヒロイン[9][10]
- 2013年11 - 12月、『THE MERRY WIDOW』（ドラマシティ・日本青年館） - ハンナ・グラヴァリ 東上ヒロイン[11][1][5]
- 2013年12月、『月雲（つきぐも）の皇子（みこ）』（天王洲 銀河劇場） - 衣通姫[8]
- 2014年1月、『New Wave!-月-』（バウホール）

### 雪組時代
- 2014年3月、『ベルサイユのばら-オスカルとアンドレ編-』（全国ツアー） - ロザリー／オスカル（幼少時代）
- 2014年6 - 8月、『一夢庵風流記 前田慶次』 - 捨丸、新人公演：歌比丘尼（本役：早花まこ）『My Dream TAKARAZUKA』

### 雪組トップ娘役時代
- 2014年10月、『伯爵令嬢』（日生劇場） - コリンヌ トップお披露目公演[4]
- 2015年1 - 3月、『ルパン三世 -王妃の首飾りを追え!-』 - マリー・アントワネット／マリー・カペー、新人公演：一座の踊り子『ファンシー・ガイ!』 大劇場トップお披露目公演[14]
- 2015年5月、『星影の人』 - 玉勇『ファンシー・ガイ!』（博多座）
- 2015年7 - 10月、『星逢一夜（ほしあいひとよ）』 - 泉、新人公演：立ち売り（本役：妃桜ほのり）『La Esmeralda（ラ エスメラルダ）』
- 2015年11 - 12月、『哀しみのコルドバ』 - エバ･シルベストル『La Esmeralda（ラ エスメラルダ）』（全国ツアー）
- 2016年2 - 5月、『るろうに剣心』 - 神谷薫
- 2016年6 - 8月、『ローマの休日』（中日劇場・赤坂ACTシアター・梅田芸術劇場） - アン王女
- 2016年10 - 12月、『私立探偵ケイレブ・ハント』 - イヴォンヌ『Greatest HITS!』
- 2017年2月、『星逢一夜（ほしあいひとよ）』 - 泉『Greatest HITS!』（中日劇場）
- 2017年4 - 7月、『幕末太陽傳（ばくまつたいようでん）』 - 女郎おそめ『Dramatic “S”!』 退団公演[13][15]

### 出演イベント
- 2012年12月、タカラヅカスペシャル2012『ザ・スターズ!〜プレ・プレ・センテニアル〜』
- 2014年12月、タカラヅカスペシャル2014『Thank you for 100 years』
- 2015年12月、タカラヅカスペシャル2015『New Century，Next Dream』

## 宝塚歌劇団退団後の主な活動

### 舞台
- 2018年8 - 9月、『ゴースト』（シアタークリエ・サンケイホールブリーゼ・久留米シティプラザ・刈谷市総合文化センター） - モリー[注釈 1][21]
- 2019年1 - 2月、『ラブ・ネバー・ダイ』（日生劇場） - メグ・ジリー[注釈 2]
- 2019年10月、『恋を読む vol.2 逃げるは恥だが役に立つ』（ヒューリックホール東京） - 森山みくり[22]
- 2020年1 - 2月、『シャボン玉とんだ 宇宙（ソラ）までとんだ』（シアタークリエ・福岡市民会館・新歌舞伎座） - 折口佳代[23]
- 2020年11 - 12月、『NINE』（TBS赤坂ACTシアター・梅田芸術劇場） - ルイザ[24][19]
- 2021年1月、『NEW YEAR’S Dream』（明治座）[25]
- 2021年3月、『ゴースト』（シアタークリエ） - モリー[注釈 3][26][19]
- 2021年7 - 8月、『衛生〜リズム&バキューム〜』（TBS赤坂ACTシアター・オリックス劇場・久留米シティプラザ）[27]
- 2021年10 - 11月、『ニュージーズ』（日生劇場・梅田芸術劇場） - キャサリン[28]
- 2022年2 - 7月、『千と千尋の神隠しSpirited Away』（帝国劇場・梅田芸術劇場・博多座・札幌文化芸術劇場・御園座） - リン／千尋の母[注釈 4][29]
- 2022年11月、『THE PARTY in PARCO劇場～VARIETY SHOW & MY FAVORITE SONGS～』（PARCO劇場）[30]
- 2023年3 - 5月、『マチルダ』（東急シアターオーブ・梅田芸術劇場） - ミス・ハニー[注釈 5][31]
- 2023年7 - 8月、『少女都市からの呼び声』（THEATER MILANO-Za・Dream House大ホール） - 雪子[32]
- 2024年3 - 5月、『カム フロム アウェイ』（日生劇場・SkyシアターMBS・愛知県芸術劇場・久留米シティプラザ・熊本城ホール・全国） - ジャニス他[33]
- 2024年8月、『空中ブランコのりのキキ』（世田谷パブリックシアター・アクリエひめじ）[34]
- 2024年11 - 12月、『グラウンドホッグ・デー』（東京国際フォーラム・新歌舞伎座・御園座） - リタ・ハンソン[35]
- 2025年1 - 3月、『ケイン&アベル』（東急シアターオーブ・新歌舞伎座） - フロレンティナ[36]
- 2025年3月、『平家物語 -胡蝶の被斬-』（新国立劇場）[37]
- 2025年9 - 11月、『最後のドン・キホーテ THE LAST REMAKE of Don Quixote』（KAAT神奈川芸術劇場・オーバード・ホール・J:COM北九州芸術劇場・SkyシアターMBS）[38]
- 2026年1 - 2月、『クワイエットルームにようこそ The Musical』（THEATER MILANO-Za・ロームシアター京都・岡山芸術創造劇場） - 佐倉明日香[39]

### テレビドラマ
- 2018年1 - 2月、テレビ朝日系『越路吹雪物語』第7 - 29話 - 加治信子[13]
- 2019年5月、BSテレ東『やじ×きた 元祖・東海道中膝栗毛』第7話 - お幽
- 2019年10 - 12月、関西テレビ放送『まだ結婚できない男』 - 森山桜子[40]
- 2022年3月、テレビ朝日系『津田梅子〜お札になった留学生〜』 - 森常
- 2022年8月、テレビ東京系『警視庁強行犯係 樋口顕 Season2』第6話 - 秋本波花[41]
- 2024年1月、TBS系『不適切にもほどがある!』第1話 - 田代[42]
- 2024年4月、テレビ朝日系『警視庁・捜査一課長スペシャル』 - 押尾貴代[43]
- 2024年10月、朝日放送テレビ『年下彼氏2 episode6 名探偵にも解けない恋』 - ホムラ[44]
- 2025年4 - 6月、フジテレビ『波うららかに、めおと日和』 - 関谷あき奈[45]

### 配信ドラマ
- 2021年2 - 3月、TELASA『主夫メゾン』 - 白木マリ[46]
- 2025年6月、『波うららかに、めおと日和 瀧昌の問題ありません!?編』（FOD） - 関谷あき奈[47]

### ラジオドラマ
- 青春アドベンチャー（NHK-FM）
  - 2019年7 - 8月、『ベルリン1989』 - アンナ[48][49]
  - 2020年7 - 8月、『悠久のアンダルス』 - カトルンナダー[50][51]
- FMシアター（NHK-FM）
  - 2024年8月、『サキジとキク』[52]

### 映画
- 2020年9月、『窮鼠はチーズの夢を見る』 - 大伴知佳子[53]
- 2021年10月、『アイの歌声を聴かせて』 - ムーン[注釈 6][54]
- 2025年10月、『やがて海になる』 - 幸恵[55][56]

### ネット配信
- 2021年1・11月、井上芳雄 by MYSELF Presents オリジナル配信ミュージカル『箱の中のオルゲル』（Streaming+）[57][58]

### ライブ・コンサート
- 2018年5月、『First Bloom』（舞浜アンフィシアター）[59]
- 2018年10月、『ザ・グレイテスト・ミュージカル・コンサート THE GREATEST MUSICAL CONCERT』（東急シアターオーブ）[60]
- 2020年9月、『Billboard Live presents Premium Musical Selection』（Billboard Live TOKYO・YOKOHAMA・OSAKA）[61]
- 2023年1月、『雨が止まない世界なら in Concert』（大手町三井ホール）[62]

### テレビ番組
- 2025年5月3日、テレビ東京系『新美の巨人たち』ボッティチェリ作「美しきシモネッタ」の秘密×咲妃みゆ[63]

### 関連書籍
- 早花まこ「すみれの花、また咲く頃」（2023年3月、新潮社）[64][65]

## ディスコグラフィー

### 配信限定シングル
| 発売日       | タイトル    |
| ------------ | ----------- |
| 2019年1月9日 | True To You |

### アルバム
|        | 発売日       | タイトル             | 規格品番  | 規格品番                       |
| 通常盤 | 発売日       | タイトル             | その他    |                                |
| ------ | ------------ | -------------------- | --------- | ------------------------------ |
| 1st    | 2018年8月8日 | First Bloom          | UICZ-4430 | UIXZ-4081（Blu-ray）           |
| 2nd    | 2020年9月9日 | MuuSee（ミュージー） | UICZ-4475 | UICZ-9161（初回限定盤 CD+DVD） |

## 受賞歴
- 2014年、『宝塚歌劇団年度賞』 - 2013年度新人賞[12]
- 2015年、『阪急すみれ会パンジー賞』 - 娘役賞[69]
- 2016年、『宝塚歌劇団年度賞』 - 2015年度優秀賞[70]
- 2021年、第46回『菊田一夫演劇賞』 - 演劇賞[19]
- 2024年、第31回『読売演劇大賞』 - 優秀女優賞[71]